# Haremheb
Haremheb (neboli Horemheb, což se dá přeložit jako Horus je jásající), starořecky Harmais, pojmenovaný tak ptolemaiovským historikem Manehtoem, trůnním jménem Džeser Cheprure Setepenre, byl čtrnáctým a posledním egyptským faraonem významné 18. dynastie v období tzv. Nové říše. Haremheb byl nástupcem starého faraona Aje II. a předchůdcem Ramesse I., prvního faraona nastupující 19. dynastie.
Současná anglosaská souhrnná chronologie badatele Erika Hornuga uvádí dobu jeho vlády v rozmezí let 1319–1292 př. n. l. Panoval tedy zhruba 26 let. Někteří egyptologové však uvádějí i časnější datace počátku jeho vlády.

## Původ
Ačkoliv Haremheb nepocházel z panovnického rodu, přesto je historiky počítán k 18. dynastii, s níž byl zřejmě spřízněn skrze svůj (druhý?) svazek s princeznou Mutnedžemet, pravděpodobnou dcerou svého předchůdce Aje II., a zároveň pravděpodobnou sestrou někdejší královny Nefertiti.
Haremheb pocházel z neznámé rodiny z města Heracleopolis Magna-Nechen (Velká Herakleopole), ležícího jižně od tradiční faraonské rezidence ve Vesetu (řecky Théby, dnes město Ihnasíja al-Madína). Jeho rodné město bylo za starého Egypta hlavním městem XX. nomu.

## Vzestup k moci

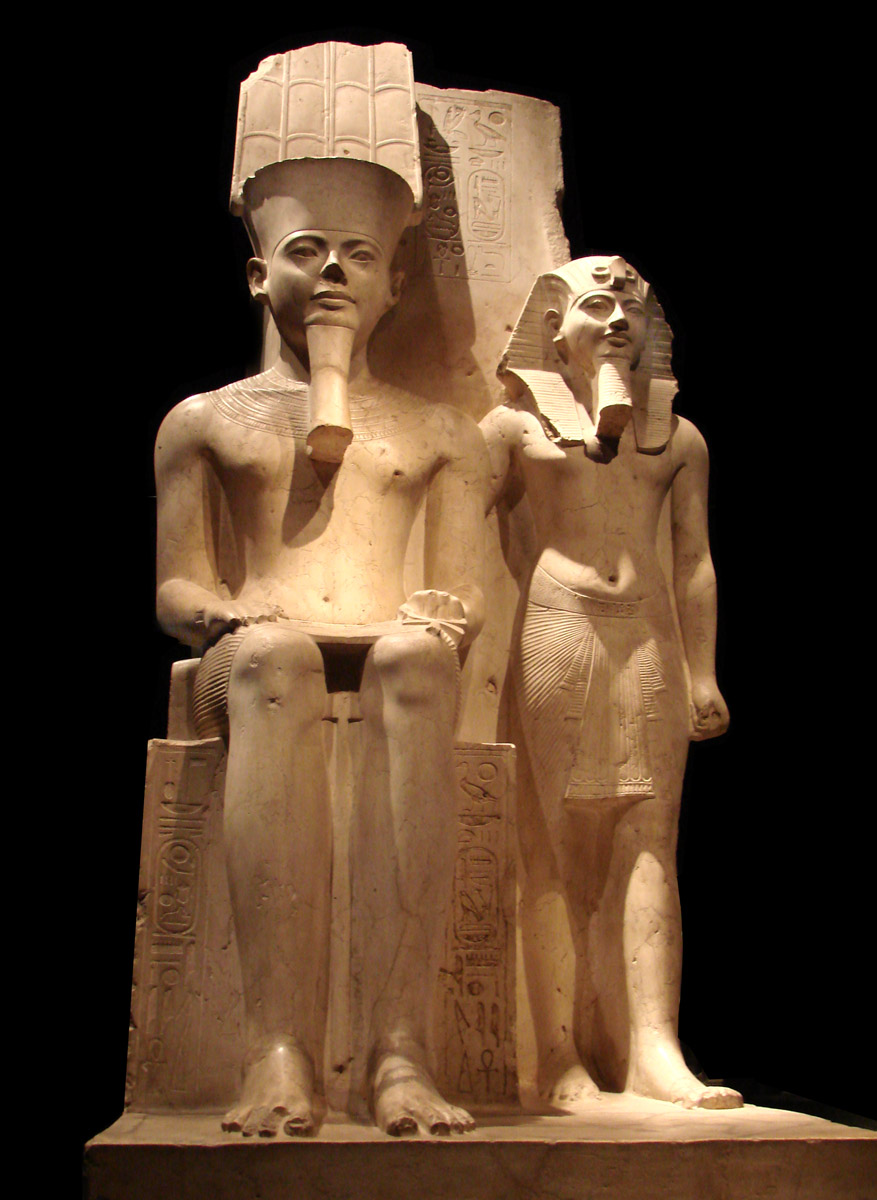
Faraon Haremheb s bohem Amonem, obvykle ústředním božstvem v egyptské hierarchii bohů

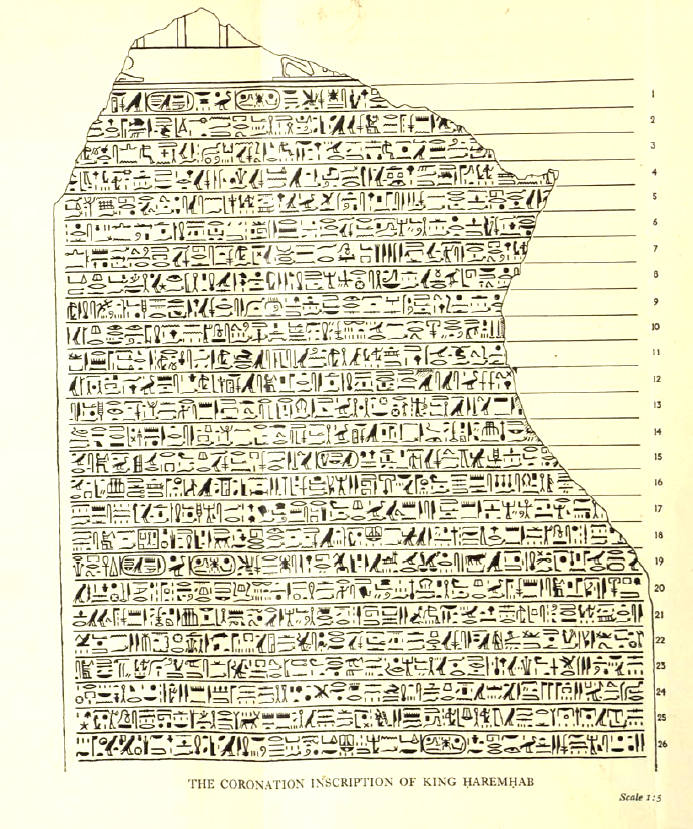
Nákres tzv. Korunovační stély faraona Haremheba z chrámu boha Ptaha v severoegyptském rezidenčním městě Mennoferu (Memfis)

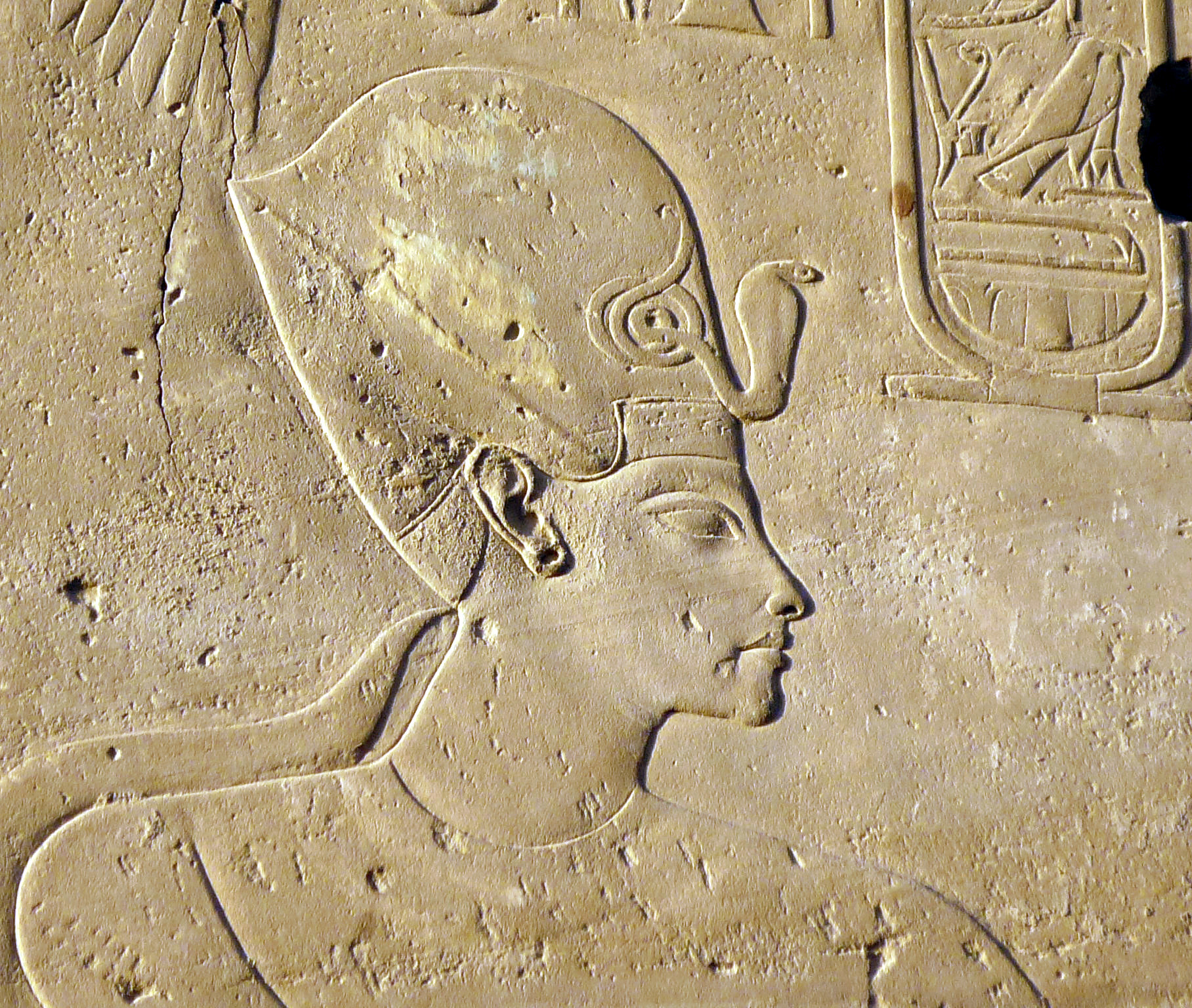
Haremheb, reliéf na sloupu kolonády Amenhotepa III.

Za vlády nástupců Amenhotepa IV., takzvaného kacířského faraona Achnatona, tj. faraonů Smenchkareho, Tutanchamona a Aje II., Haremheb působil jako velitel (písař a generál) egyptské armády, a byl také hlavním zástupcem Egypta pro vnější (zahraniční) vztahy. Vedl např. diplomatická jednání s vládci Núbie a působil jako poradce (či vezír) Achnatonova syna Tutanchamona. Největší vzestup zaznamenal pravděpodobně v době vlády Tutanchamona a Aje II., kdy mimo jiné získal tituly „Dědičného“ neboli „korunního prince“ a „Zástupce krále v celé zemi“. Z váhy těchto titulů se mohl považovat za faraonova bezprostředního nástupce.

## Boj o trůn s Ajem II.
Po nenadálé smrti Tutanchamona, když Haremheb možná pobýval na vzdálené vojenské výpravě (někdy se uvádí jeho boj v Sýrii), se odehrál příběh, kdy Haremhebův mocný protihráč Aj, ač považovaný již za poměrně starého muže, rozehrál „hru“ o ovládnutí Tutanchamonova dědictví.
Aj II. byl již nejpozději od časů Amenhotepa IV./Achnatona mocným královským dvořanem a úředníkem a obdržel titul „Božský otec“, což označovalo jeho blízké pokrevní spříznění s panovnickým rodem (obvykle se má za to, že titul označoval pozici faraonova tchána). Dále byl velitelem kavalerie (jezdectva) a zároveň nejvyšším knězem (veleknězem) boha Mina. „Božský otec“ pocházel ze staroegyptského města Ipu (dnešního Achmínu) a jeho původ se odvozuje od velmože Juji a paní Cuje, což jsou historicky ověření rodiče velké královské manželky (tj. hlavní královny) Teje. Díky tomu je Aj pokládán za švagra Amenhotepa III., za vlastního strýce Amenhotepa IV./Achnatona, a tedy i za prastrýce zesnulého mladého krále Tutanchamona.
Haremhebovu úsilí o získání trůnu po smrti Tutanchamona zabraňoval tedy Aj a jistě i některé další vlivné egyptské osobnosti. Z okolí 18. dynastie to byl vedle Aje později zřejmě i princ Nachtmin, vysoký vojenský úředník a generál, v některých záznamech s titulem „Královský syn“ a pravděpodobný syn Aje II.
Dalším Haremhebovým mocným souputníkem byl již za vlády Tutanchamona králův správce pokladny Maja. Tento mocný muž sloužil faraonům již za vlády Amenhotepa III. a významně se podílel v době vlády Amenhotepova syna Achnatona (původně Amenhotepa IV.) též na výstavbě nového sídelního města Amarny.
Nejvážnějšími uchazeči o trůn byli tedy Aj a Haremheb. Ten svou moc z vedle výše nastíněných titulů odvozoval i z pozice velitele armády, mocensky zajišťující stabilitu říše a bezpečnost zejména severních hranic tehdejšího Egypta. Legitimitu nástupnictví spatřovali tito hráči též ve státním sňatku s některou významnou ženou (princeznou či královnou-vdovou) z okruhu zesnulého Tutanchamona. Na jednom z prvních míst tak vystupuje jako dědičná královská princezna (jakožto dcera Amenhotepa IV./Achnatona) a zároveň vdova po Tutachamonovi – královna Anchesenamon. V této souvislosti historici často zmiňují korespondenci o nástupnictví jisté nejmenované egyptské královny-vdovy. Tato jménem dosud nepotvrzená a v pozdně amarnském období žijící panovnice ji vedla s králem Chetitů – Šuppiluliumašem I. Někteří za pisatelku považují Anchesenamon, jiní historici (např. Philipp Vandenberg) ovšem za pisatelku považují Anchesenamoninu zesnulou matku – královnu Nefertiti. Vycházejí z toho, že žádost k chetitskému vládci vznikla někdy v průběhu podzimu, a jelikož Tutanchamon zemřel již na počátku roku, jeví se teorie o Anchesenamon – jako pisatelce – méně pravděpodobnou. Dosud ne zcela odhalená královna-vdova tehdy žádala Šuppiluliumaše I. o jednoho z jeho synů, jenž by se stal jejím chotěm, aby se nemusela provdat za některého sobě nerovného Egypťana. Spolu se žádostí též slibovala, že se po svatbě s ní stane novým egyptským vládcem. Chetitský panovník žádosti uvěřil a do Egypta poslal prince Zannanzu, který však do země na Nilu nikdy nedorazil. Soudí se, že byl po cestě (snad jako nepohodlný rival někým mocným) zavražděn. Zde teoreticky v úvahu připadají jak Haremheb, tak Aj.
Zesnulý Tutanchamon byl navíc Ajem (do dvou a půl měsíců po své smrti) urychleně pohřben a tím se Aj, jako původce pohřbu, mohl dle egyptského práva (na místo Haremheba) považovat za králova nástupce a skutečně nastoupil vládu. Celá „hra“ kolem Tutanchamonova nástupnictví pak skončila zřejmě jen formálním sňatkem nového faraona Aje II. s ovdovělou Anchesenamon. (V době své vlády byl Aj ženat též s paní Tej, jež je dobovými zdroji uváděna jako velká královská manželka). Anchesenamon je  považována velkou částí dnešních historiků, nejen za Ajeho praneteř, ale i za jeho vlastní vnučku.

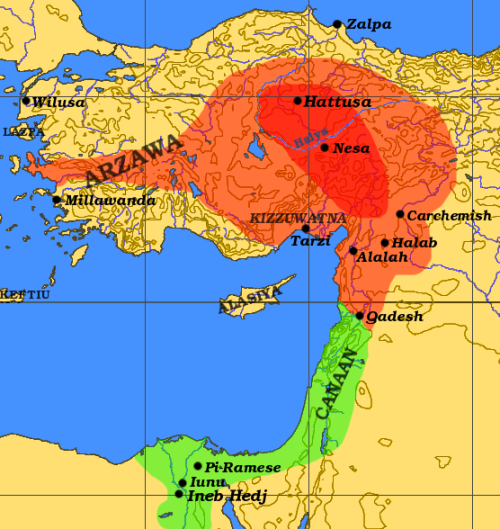
Expanze Chetitů kolem roku 1300 př. n. l.

|                      |     |    |     |           |    |
| \| \| \| \| \| \| \| |     |    |     |           |    |
|                      |     |    |     |           |    |
| X1                   | G15 | X1 | M29 | Aa15 · X1 | B1 |

| X1 | G15 | X1 | M29 | Aa15 · X1 | B1 |

|                      |     |    |     |           |    |
| \| \| \| \| \| \| \| |     |    |     |           |    |
|                      |     |    |     |           |    |
| X1                   | G15 | X1 | M29 | Aa15 · X1 | B1 |

| X1 | G15 | X1 | M29 | Aa15 · X1 | B1 |

|                      |     |    |     |           |    |
| \| \| \| \| \| \| \| |     |    |     |           |    |
|                      |     |    |     |           |    |
| X1                   | G15 | X1 | M29 | Aa15 · X1 | B1 |

| X1 | G15 | X1 | M29 | Aa15 · X1 | B1 |

|                      |     |    |     |           |    |
| \| \| \| \| \| \| \| |     |    |     |           |    |
|                      |     |    |     |           |    |
| X1                   | G15 | X1 | M29 | Aa15 · X1 | B1 |

| X1 | G15 | X1 | M29 | Aa15 · X1 | B1 |

## Haremhebova moc za jeho předchůdců a jeho vlastní vláda

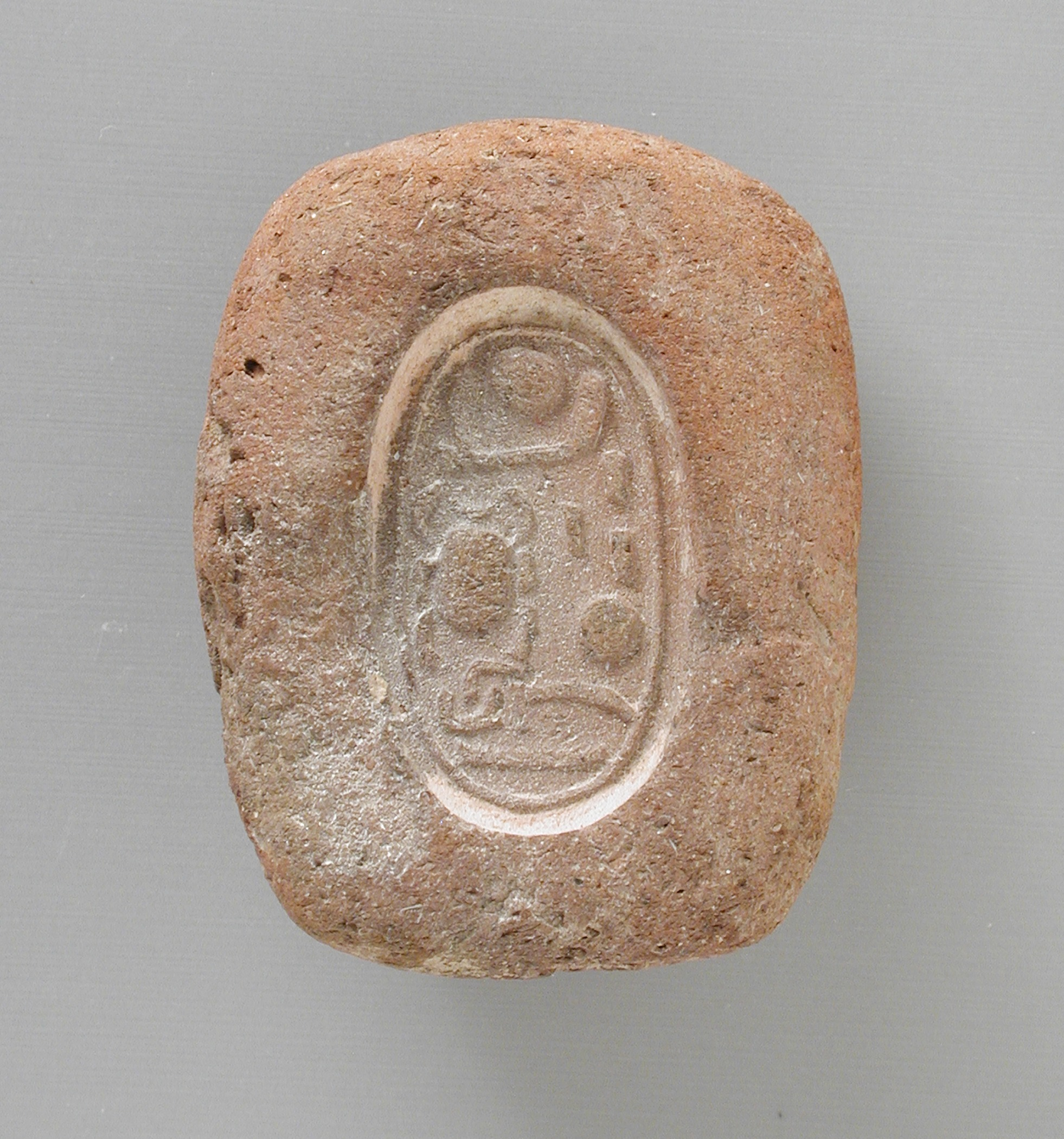
Hliněná pečeť s kartuší Haremheba

V období vlády posledních panovníků 18. dynastie – Tutachamona, Aje II. ad., se Haremheb podílel prostřednictvím svých funkcí na jejich vládě.
V době vlády mladistvého faraona Tutanchamona – jako jeho vlivný poradce – stál zejména v čele armády, částečně organizoval ekonomické potřeby státu a významně se podílel na zahraniční politice a řízení státu. V tom mu ale zdárně sekundovali další mocní mužové Tutanchamonova dvora – zmíněný Aj nebo správce pokladny Maja.
Jak Haremhebovu vládu, tak vládu jeho bezprostředních předchůdců, ovlivnily dramaticky se měnící mocenské struktury ve vazalských státech Egypta na sever od egyptské říše – tj. v menším království Amurru (oblast dnešního Libanonu) a u spřízněné maloasijsko-babylonské říše Mitanni. Největší pohromou pro Egypt se stala vzrůstající moc Chetitské říše za vlády mocného a schopného krále Šuppilulimaše I. (na trůn nastoupil kolem roku 1350 př. n. l.). Ten vedl úspěšnou šestiletou válku s Churrity (národ obývající Anatolii a sever Mezopotámie) i s říší Mitanni a nakonec ovládl celou Malou Asii i část přilehlých oblastí, odkud vytlačil Egypťany. Expanze Chetitů za vládců pozdní 18. dynastie vyvolala přirozeně vojenskou odezvu Egypta a šarvátky vrcholily v bitvě u města Karchemiš (Amka) v severní části Sýrie. Tato bitva se udála v roce náhlé Tutanchamonovy smrti a důsledky porážky vojska dopadly i na jeho vojevůdce Heremheba (a snad se projevily i v soutěži o následnictví po zesnulém vládci).
Konflikt s Chetity pokračoval za vlády Aje II. i Haremheba, ale rozuzlení válek s Chetity nastalo až za 19. dynastie velkým tažením Ramesse II. a nerozhodnou bitvou u Kadeše (v první polovině 13. století př. n. l.). Po ní obě říše uzavřely postupně dlouhodobé mírové ujednání a nakonec i spojenectví.
Haremheb přečkal zhruba čtyřletou vládu Aje II. a svým sňatkem s princeznou Mutnedžemet (též Mutnežmet, Mutbenret, Mutnodžemet, Moutnedžemet, Benremut atp., její jméno znamená: „Příjemná, sladká“ či „milá Mut“ a symbolizovalo mj. tuto zmíněnou bohyni a její postavení „Nebeské matky“), pravděpodobnou sestrou někdejší královny Nefertiti, a zároveň pravděpodobnou dcerou Aje II., si zajistil trůn a prohlásil se za faraona. Výše zmíněný Ajův syn Nachtmin se v ten čas již v historických zdrojích neuvádí. Snad předčasně zemřel či podlehl právě Haremhebovi.
Když Haramheb po smrti Aje II. usedl na trůn, upevnil svou vládu centralizací státu a pokračujícím usídlením dvora ve Vesetu (Thébách), kde mohl dohlížet na tamní mocné a intrikující kněze. Své úspěšné reformy nechal vepsat do desátého pylonu v chrámovém komplexu v nedalekém Karnaku. Text lze interpretovat jako „vládní kodex“, definovaný bezprostřední vůlí tohoto panovníka. Obsahuje řadu obecných nařízení (práv) adresovaných nejen prostému lidu (řemeslníkům, obchodníkům aj.), ale zaobírá se též organizací armády, úřednictva nebo organizováním zahraničních expedicí a válečných výbojů. V kodexu najdeme i ustanovení týkající se zemědělství a v neposlední řadě se dotýká postavení mocných kněží a chrámových služebníků, které ze své panovnické moci ustanovuje jako zaměstnance státu. Na konci textu definuje Haremheb sebe jako jediného legitimního vládce.

Příklady z textu „vládního kodexu“: 
…Jestliže chudý člověk vyrobil pro sebe plavidlo s plachtou, aby mohl sloužit faraonovi, zásobovat ho z pivovaru a jeho kuchyni, byl okraden o zboží a poškozeno jeho řemeslo, bude odškodněn. To je špatné a faraon to potlačuje svými vynikajícími opatřeními. 
…Hle, moje Veličenstvo jmenuje oficiální zaměstnance božských otců, proroků chrámů, úředníků dvorů této země a kněží bohů, kteří tvoří oficiální zaměstnance z touhy, aby soudili občany každého města. Moje Veličenstvo ustanovuje pro Egypt, aby prosperoval život všech obyvatel, když se (Haremheb) objevil na trůnu (boha) Rea. Hle, oficiální štáby byly jmenovány v celé zemi, i v městech podle jejich hodností …
The Great Edict of Horemheb
Části z Haremhebova „vládního kodexu“ obsahují též další kamenné stély, jako Laydenská, Vídeňská a zejména tzv. Korunovační stéla z chrámu boha Ptaha v Mennoferu (řecky Memfisu).
Z Korunovačního Haremhebova nápisu na stéle z chrámu boha Ptaha z Mennoferu můžeme uvést:
… Takže tento bůh (Tutankhamun(?); pozn.: spíše je myšlen Amenhotep III.) rozpoznal svého syna (Haremheba) před očima každého, neboť chtěl „rozšířit svoji náruč“ přijde den jeho přijetí do úřadu; on způsobil, že je více respektovaný než kterýkoli jiný svého času, královo srdce je spokojeno s jeho jednáním a radostí z jeho volby …

…Takže Horus pokračoval a těšil se do Theb, města Pána pokračování, svého syna v jeho objetí, do Karnaku, aby ho uvedl do přítomnost Amuna, aby mu odkázal jeho královskou vládu a stanovil pravidla jeho vlády …
From Horemheb’s coronation inscription 
Haremheb byl bezesporu schopný vládce, který zemřel po minimálně 23 letech vlády. I proto mohl upevnit a opětovně pozvednout Egypt jak v územních državách, tak i v jeho ekonomické prosperitě. Ačkoliv je řazen v rámci Manehtova antického řazení k 18. dynastii, je možné jej chápat i jako zakladatele nové 19. dynastie. Svým nástupcem, poněvadž jeho děti nepřežily, si totiž vyvolil schopného vojáka Ramesse I., kterému se se svými potomky podařilo na přechodnou dobu vrátit lesk upadající Nové říši.

## Organizace vojska za Haremhebovy vlády

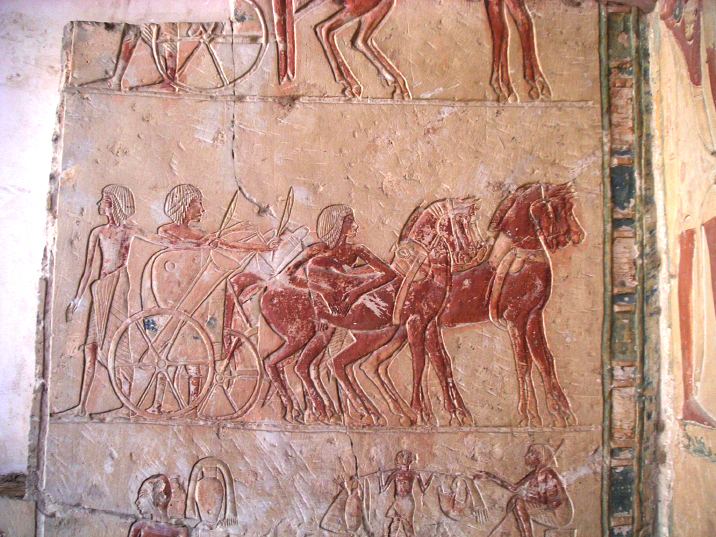
Bojová dvojkolka z hrobky Haremheba v Údolí králů

Zmíněné válečné střety s Chetity a zkušenosti armády z výbojů za dřívějších úspěšných faraonů (Thutmose III. a Thutmose IV.) vedly k vytvoření dobře organizované profesionální armády a zejména ke kontrole Syrsko-Palestinské oblasti a k částečnému udržení vazalských vazeb s tamními státy.
Haremheb rozdělil armádu do dvou složek. Jedna operovala v Horním Egyptě a druhá v Dolním Egyptě. V každé z těchto zemí ustanovil samostatné velitele, podřízené generálovi, přičemž vrchním velitelem byl sám faraon. Územní armádní složky zajišťovaly mocenský vliv faraona v zemi a také logistické zázemí pro jednotky chránící hranice, posádky pevností nebo expediční sbory.
Charakteristickým prvkem byly pozemní (pěší) jednotky a ve výzbroji dominovaly bojové vozy, tzv. dvojkolky. Na dvojkolkách stáli dva muži – vozataj a bojovník, jenž byl vyzbrojený nejčastěji lukem a oštěpem. Základní jednotky byly členěny do tzv. škadron s 25 muži a velitelem. Další členění záviselo na stupni výcviku – existovaly jednotky rekrutů (nováčků), již vycvičených vojáků a útočné, speciálně vycvičené sbory. Větší celek – pěší (pěchotní) regiment – pak měl až 200 mužů.
Expediční činnost byla zabezpečována logistickými službami, což se týkalo stravy vojáků, zbraní či dopravy, kde se používaly např. karavany oslů. Četné scény z armádních výprav, vyobrazených na egyptských památkách, nám dodnes dokreslují reálnou podobu tehdejších válečných prostředků a zbraní.

## Haremhebovy hrobky

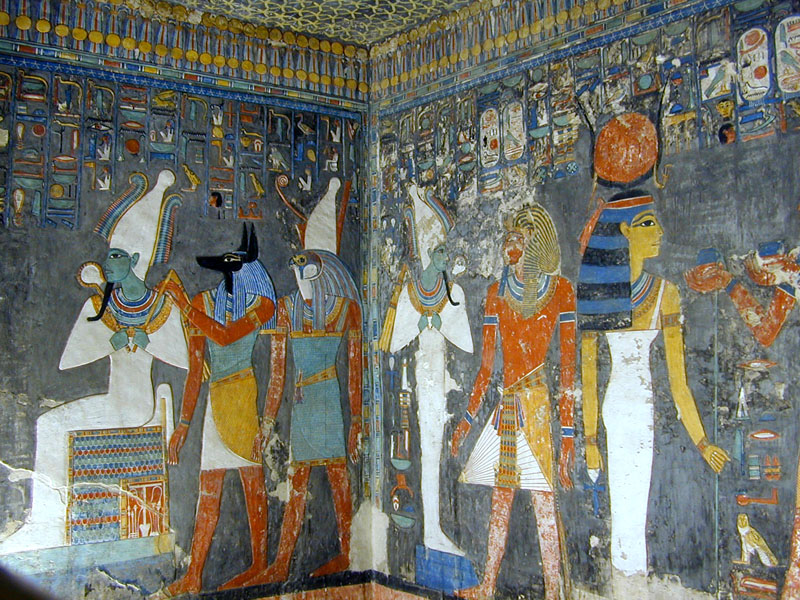
Faraon Haremheb ve společenství bohů na fresce z jeho hrobky z Údolí králů. Zleva: Usir, Anup, Hor, znovu Usir, Haremheb a Hathor.

Haremheb si nechal postupně vystavět dvě hrobky. První vznikla v době, kdy byl ještě jen velitelem vojska v Sakkáře poblíž Mennoferu (Memphisu), patrně ještě za života Tutanchamona či popř. za jeho bezprostředních předchůdců. Tato hrobka však nebyla pro jeho pohřeb použita a byla jím opuštěna. V hrobce však byla pohřbena a nalezena mumie jeho choti – královny Mutnedžemet – i s tělem dětského plodu.
Druhou hrobku – můžeme říci faraonskou – si zřídil v Thébách v Údolí králů, kde je známa pod moderním označením KV 57. Ta byla určena jak pro Haremheba, a možná i pro jeho manželku Ameniji. Hrobka byla objevena až roku 1908 a je vyzdobena scénami s basreliéfy a nástěnnými malbami, v dosud živých barvách. Faraonův sarkofág byl vyroben z křemene a na bocích je vyzdoben symboly staroegyptského boha zesnulých Anupa (řecky Anúbise). Mumie faraona se nezachovala a otázka, zda byl Haremheb v této hrobce opravdu pohřben, zůstává pro badatele dosud otevřená. Královská hrobka již ve starověku neunikla zlodějům a zrestaurována byla až v roce 1957. Na četných stavbách zanechal Haremheb zápisy o své vládě, a to i v dříve vystavěných hrobkách, které si osvojil. Na IX. pylonu v Karnaku je záznam jeho faraonské titulatury.